# Néa Kydonía
Le dème de Néa Kydonía (en grec moderne : Δήμος Νέας Κυδωνίας / Dímos Néa Kydonía) est une ancienne municipalité du district régional de La Canée, en Crète, en Grèce. Il a existé entre 1999 et 2010. Depuis la réforme du gouvernement local de 2011, il fait partie du dème de La Canée, dont il est devenu une unité municipale.
Il était situé au nord de la préfecture de La Canée et basé dans le village de Galatás. Selon le recensement de 2001 l'ancien dème avait un total de 7 301 habitants et une superficie de 21 457 hectares.